# Моржегоры
Моржегоры — деревня в Виноградовском районе Архангельской области. Входит в состав Виноградовского муниципального округа. Входила в состав Моржегорского сельского поселения с 2004 по 2021 год.

## География
Деревня расположена в среднем течении Северной Двины, на левом берегу. Граничит с расположенной ниже по течению Северной Двины деревней Савинская и с деревней Родионовская (выше по течению). Ещё выше по течению находятся деревни Власьевская и Усть-Морж, а ниже — Хохновская и Монастырёк. Есть озеро Курье. В окрестностях протекают реки Моржовка (отсюда название) и
Усолка.
Рядом проходит федеральная трасса М-8 Москва—Архангельск.

## История
Местность впервые упоминается в 1417 году, когда на «острове под Моржом» двинянами, с помощью оказавшихся на Двине новгородцев, были разбиты пришедшие с Вятки «залётные» московитские грабители. С 1621 года Моржегоры были центром Моржегорской волости Холмогорского уезда, затем Власьевской волости Шенкурского уезда и Моржегорского сельсовета Березниковского (Виноградовского) района. После упразднения Власьевской волости в 1926 году, Моржегоры вошли в состав Усть-Важской волости. 14 сентября 1929 года Моржегорский сельский совет, первоначально отнесённый к Емецкому району, был включён в состав Березницкого (Березниковского) района (с 1940 года — Виноградовского).
Известно, что в XVI веке в окрестностях Моржегор существовала Николаевская Моржегорская (Моржевская) мужская пустынь. Моржегорская волость упомянута в одной закладной в 1626 году.
Жители деревни занимались сельским хозяйством, бурлачеством и обслуживанием дороги Архангельск—Москва.
В 1700 и 1726 годах построены церкви Васильевская и Иоакимо-Аннинская, сгоревшие в 1977 году. В 1933—1956 годах существовал дом инвалидов.

## Экономика
Производство молока (КФХ «Моржегорское»).

## Инфраструктура
Основная школа, дом культуры, магазины, почта.

## Достопримечательности
Два старинных дома, построенные для своей семьи И.В. Елсуковым.

## Население
| 2002 | 2010 | 2012 |
| ---- | ---- | ---- |
| 503  | ↘412 | ↘377 |

Моржегоры являются одним из крупнейших населённых пунктов в Моржегорском сельском поселении. Население деревни, по данным Всероссийской переписи населения 2010 года, составляет 412 человек В 2009 году числилось 530 чел., из них 96 пенсионеры. В 1888 году в 19 деревнях Моржегорского прихода имелось 1471 человек, 1894 году — 1524 человека.

## Известные уроженцы
- Филиппов, Григорий Фёдорович — Герой Советского Союза.